# Centro apnéustico
Centro apnêustico (ou núcleo apnéustico) é uma rede de neurônio ainda com sua função desconhecida. Muito provável que auxilie o centro pneumotáxico, controlando a profundidade da inspiração. O centro apnéustico envia sinais para o centro respiratório dorsal da medula para retardar a inibição do estímulo inspiratório fornecido pelo centro pneumotáxico de ponte. 
Assim ele controla a intensidade da respiração, diminuindo a frequência respiratória, mas quando o pulmão se expande muito é inibido pelo centro pneumotáxico.